# Clã Mogami

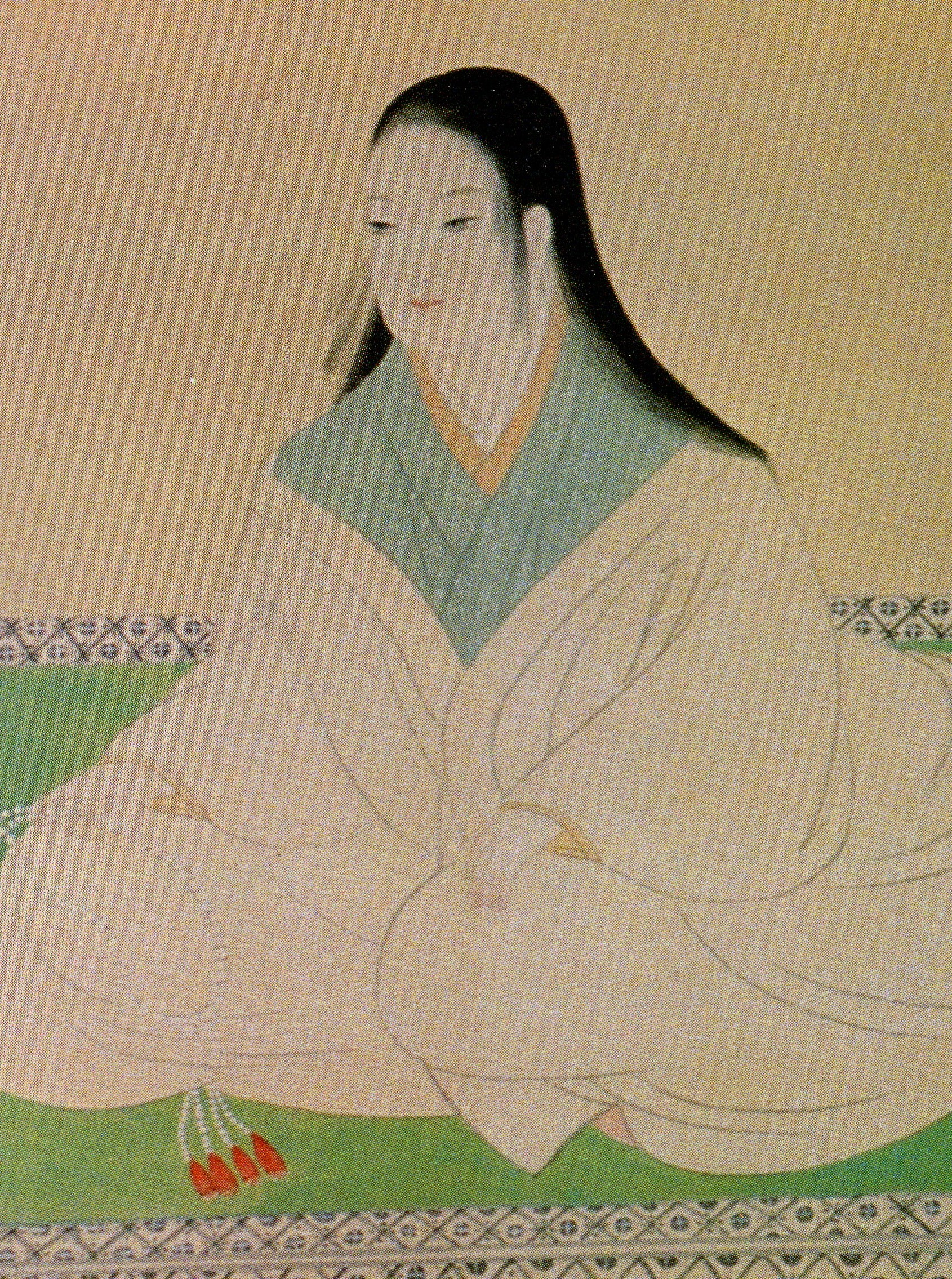
Retrato de Komahime (a concubina de Hidetsugu Toyotomi, a mulher de Mogami Yoshiaki).

O clã Mogami (最上氏, Mogami-shi) foi um clã de daimyo, ramo do clã Ashikaga. No Período Sengoku, governou a Província de Dewa, equivalente às atuais prefeituras de Yamagata e Akita.
O clã Mogami derivou do clã Shiba, que era um ramo dos Ashikaga. Em 1354, Shiba Iekane (斯波家兼) recebeu ordens de Ashikaga Takauji, e enfrentou o exército da Corte Norte (北朝) na região de Ōu (奥羽), atual região de Tohoku.
Em 1356, Iekane mandou seu filho Shiba Kaneyori (斯波兼頼) para Yamagata para formar uma base militar contra a Corte Norte. Kaneyori construiu o Castelo de Yamagata por volta de 1360 e derrotou as forças do norte em 1367. Depois disso, fixou-se na região e tomou o nome “Mogami”, da cidade em Dewa. Essa é a origem do clã Mogami.
Primeiramente, os Mogami expandiram seu território dando muitas terras aos filhos dos líderes. Os ramos dos filhos se tornaram grandes vassalos do clã Mogami, que dominou a região através dessas fortes conexões de parentesco.
Na época de Mogami Mitsuie (満家), contudo, o domínio entrou em colapso quando se enfraqueceram as relações de parentesco, declinando seu poder. No final, Mogami Yoshisada (義定) perdeu para Date Tanemune em 1514; como resultado, o clã Mogami foi dominado pelo clã Date. Após a morte de Yoshisada, Mogami Yoshimori (最上 良守), aos dois anos de idade, se tornou o chefe do clã em 1522.
Em 1542, estourou uma guerra entre Date Tanemune e seu filho Date Harumune. O poder dos Date diminuiu devido a esse conflito, a Guerra Tenbun (天文の乱), e Yoshimori teve a chance de obter independência do clã Date.
No tempo de Mogami Yoshiaki, ele expandiu enormemente o território do clã Mogami. Foi um dos melhores generais Sengoku, derrotando vizinhos inimigos um após o outro. Como resultado, recebeu cerca de 200000 koku de Toyotomi Hideyoshi após o Cerco de Odawara.
Yoshiaki apoiou Tokugawa Ieyasu quando a Batalha de Sekigahara eclodiu em 1600, e defendeu suas terras contra os ataques do grande exército do clã Uesugi, que acabou expulso da área Shonai.
Como recompensa, recebeu 570000 koku de Ieyasu ao final da campanha de Sekigahara, e o feudo dos Mogami se tornou o quinto maior do Japão, excluindo as terras controladas diretamente pelos Tokugawa. Mais tarde, Mogami Yoshiaki conseguiu controlar as cheias do Rio Mogami em seu território, o que permitiu uma navegação mais segura no feudo e também uma melhora na irrigação e na produção de arroz, e foi um de seus grandes sucessos. Também reconstruiu e expandiu o Castelo de Yamagata e a cidade ao redor.
Em 1614, faleceu no Castelo de Yamagata. Em 1622, o território foi confiscado dos Mogami pelo xogunato Tokugawa devido às brigas internas pelo controle do clã. Posteriormente se tornaram kōke (高家) e puderam continuar lá até hoje.